# Jim Allevinah
Jim Émilien Ngowet Allevinah (ur. 27 stycznia 1995 w Agen) – gaboński piłkarz grający na pozycji napastnika w klubie Clermont oraz reprezentacji Gabonu.

## Kariera
Pierwszym klubem Allevinaha był SU Agen Football. Później występował w: FC Marmande 47, Aviron Bayonnais i Le Puy Foot. Obecnie jest piłkarzem Clermont.
W reprezentacji Gabonu 23 marca 2019 w meczu z Burundi. Pierwszą bramkę strzelił w starciu z Egiptem 5 marca 2021. Znalazł się w kadrze Gabonu na Puchar Narodów Afryki 2021.